# Colònia del Transvaal

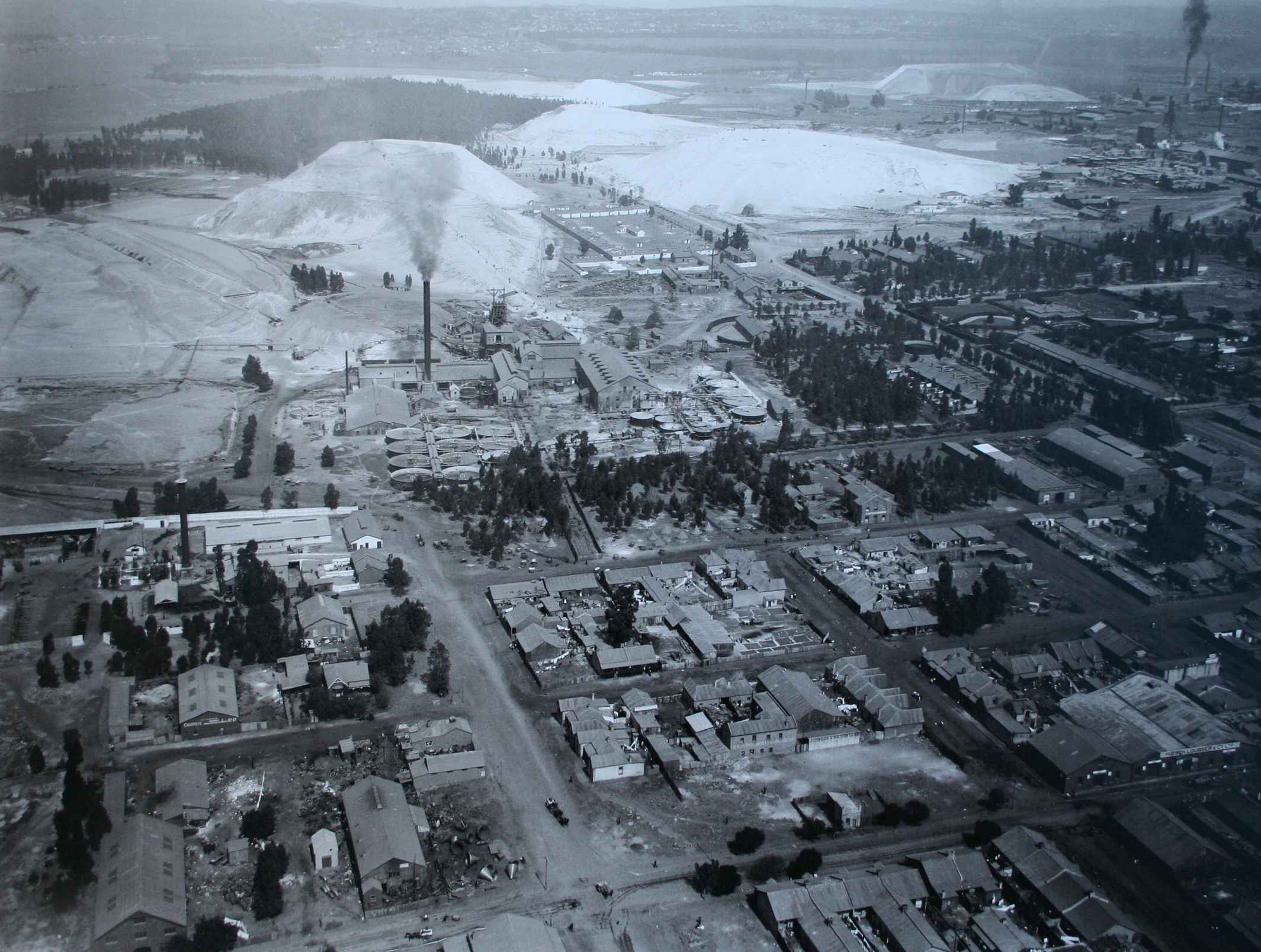
Mines d'or. La fotografia aèria agafada per Eduard Spelterini el juliol de 1911.

La colònia del Transvaal (pronunciació en Afrikaans: [ˈtrɐnsfɑːl]) fou el nom utilitzat per referir-se a la regió del Transvaal durant el període de govern britànic directe i ocupació militar entre el final de la Guerra Anglo-Boer el 1902 quan la República sud-africana va ser dissolta, i l'establiment de la Unió de Sud-àfrica el 1910. Les fronteres físiques de la colònia del Transvaal no van ser idèntiques a l'estat bòer anomenat República sud-africana que havia estat vençut (que havia existit de 1856 a 1902), sinó que era més gran. El 1910 el territori sencer esdevenia la província de Transvaal de la Unió de Sud-àfrica.

## Història
Les dues repúbliques bòers, la ZAR (Zuid Afrika Republiek) i l'Estat Lliure d'Orage van ser derrotats en la Guerra Anglo-Bòer i es van rendir a Gran Bretanya. Un tractat de pau va ser signat, el Tractat de Vereeniging, que va contenir els termes següents:
1. Que tots els grangers (burghers) de la ZAR i l'estat Lliure d'Orange deposen les seves armes i accepten al rei Eduard VII com el seu sobirà
2. Que tots els grangers fora de les fronteres de la ZAR i l'Estat Lliure d'Orange, declarant la seva adhesió al Rei, seran retornats a les seves cases.
3. Que tots els grangers que es rendeixin no seran privats de la seva propietat
4. No hi haurà cap procediment civil o criminal contra grangers per actes de guerra, excepte els actes contraris a l'ús de guerra. En tals casos es farà immediatament una cort marcial.
5. Que l'Alt holandès serà ensenyat en escoles i que l'ús de la llengua holandesa serà permès dins els tribunals
6. Que la possessió de rifles ser permès sota llicència
7. Que l'Administració Militar serà substituïda tant d'hora com sigui possible per les institucions representatives que dirigeixen fins a l'autogovern.
8. Que la qüestió de concedir drets a nadius no serà discutida fins després d'arribar a l'autogovern
9. Que cap impost especial serà introduït per cobrir els costos de la guerra
10. Que diverses comissions seran establertes per a processar i pagar reclamacions vàlides per despeses de guerra i deute garantit emès pels països de la ZAR i l'Estat Lliure d'Orange durant el període de la guerra. La comissió també alimentarà els sense casa i ajudarà a la reconstrucció de cases afectades per la guerra. A aquesta finalitat, la corona acorda a una donació lliure de 3,000,000 £ així com préstecs sense interès per dos anys per les reparacions i al 3% d'interès edn els anys que excedeixin de dos.

El 1902, amb la pau que va seguir la signatura del Tractat de Vereeniging, la nova colònia del Transvaal es va veure confrontada a assumptes econòmics i polítics que necessitaven ser resolt. Els assumptes econòmics incloïen la restauració de la indústria minera a nivells de preguerra, per llavors créixer més amb la necessitat de treball extra, la restauració del bòers a les seves terres i l'augment de l'excedent agrícola d'aquelles granges. L'assumpte polític depenia en quin costat s'estava. L'administració britànica existent sota Alfred Milner desitjava anglicisar tota la població a través de dos mitjans principals: un pel creixement de la població de parla anglesa del Transvaal i el segon ensenyant l'anglès als infants bòers utilitzant molt poc holandès abans de l'autogovern. Els bòers del Transvaal tenien com a objectiu polític la restauració de l'autogovern a la colònia i l'hegemonia en l'entorn polític per als bòers.

### Assumptes econòmics
Acabada la guerra els britànics van topar amb una gran proporció de presoners bòers homes amb les seves famílies dins de campaments de concentració.:269 Com que els britànic havien seguit una política de terra cremada al Transvaal, les terres bòers, els estocs i les granges havien estat destruïts.:266 Una vegada instal·lats els administradors britànics molts grangers bòers van tornar a les seves terres pel març de 1903, i es van gastar dinou milions de lliures per reparar danys de guerra, beques i préstecs.:266 Els administradors van reformar els departaments agrícoles estatals per modernitzar les granges de la colònia que va resultar en un excedent de blat de moro i vedella el 1908.:271 També van intentar solucionar el problema dels blancs pobres establint-los com a grangers de terres de l'estat però per manca de capital i habilitat en el treball l'esquema va fallar.:269 Un intent es va fer per col·locar colons anglesos en granges al Transvaal per afavorir la presència d'anglofons i augmentar la població que parlava anglès, però això va fallar, ja que es van atreure massa pocs colons.:269
Pel final de 1901, les mines d'or finalment van tornar a funcionar al Rand, al voltant de Johannesburg, que estaven virtualment parades des de 1899. Amb suport dels magnats de les mines i els administradors britànics, hi havia necessitat de reprendre la indústria però mancava mà d'obra. Just abans de la guerra, els sous dels miners blancs eren alts i els magnats no van correr a augmentar els sous blancs, i els sous dels miners negres havien estat reduïts abans de la guerra i no van augmentar tampoc, per la qual cosa els treballadors negres no estaven interessats a treballar a les mines.:267 El treball blanc no qualificat va ser descartat, ja que els seus sous serien massa alts per la feina feta, així que els magnats de les mines i la seva Cambra de Mines, el 1903 van buscar treballadors alternatius en treballadors xinesos barats.:267 Això va ser finalment acceptat pel Consell Legislatiu del Transvaal i la mineria equipada amb contractes de treball extremadament restrictius per als treballadors xinesos i una campanya de la por dirigida als miners blancs sobre la necessitat d'aquest treball o enfrontar la possibilitat de la pèrdua de la mineria i els seus llocs de treball
:267 Per el 1906, les mines d'or del Witwatersrand estaven en plena producció i pel 1907, les mines d'or sud-africanes representaven el trenta-dos per cent de la producció d'or del món.:268 Per 1910, el treball xinès va acabat al Witwatersrand i les restrictives lleis de reserva de la feina que impedien als miners xinesos fer algines feines va aixecar la protesta dels miners Negres.:268

### Assumptes polítics
Des del final de la guerra el 1902, l'administració política de la colònia del Transvaal va ser controlada per membres d'un consell legislatiu i executiu, tots nomenats pels Administradors britànics sota Alfred Milner i el Secretari Colonial a Londres.:269 El 1903, tres seients al consell Legislatiu van ser oferts a Louis Botha, Jan Smuts i Koos de la Rey, però van rebutjar l'oferiment.:269 A causa d'una manca d'escoltar les opinions dels generals bòers pels administradors anglesos respecte del treball a les mines dels xinesos, ocasionada per la creença que no representaven la població bòer, i el desig d'autogovern, van portar a Louis Botha i altres a trobar-se el 1904 a un Volkskongres.:270 El resultat d'aquest congrés fou la unificació del moviment polític bòer al Transvaal i la reacció d'un partit nou anomenat Het Volk el gener de 1905 per Louis Botha i Jan Smuts.:270 Aquest nou partit tenia com a objectiu l'autogovern del Transvaal i buscar la reconciliació amb Gran Bretanya, cosa que es veuria afavorida per l'oposició britànica, el Partit Liberal.:270 Els moviments polítics anglesos van incloure el l'Associació Progressiva del Transvaal per donar suport a la indústria minera, i la Transvaal Responsible Government Association i grups de treballadors sota un anomenat Partit Laborista Industrial.:270
El “pro-bòer” Partit Liberal de Gran Bretanya va pujar al poder el gener de 1906 amb una política nova les dues antigues repúbliques bòers i ara colònies: l'autogovern.:270 Jan Smuts va visitar London i va persuadir el nou govern per formular un sistema que afavoriria el bòers i a l'Het Volk en una nova assemblea política.:270 Més d'un any més tard, el febrer de 1906, es van celebrar unes eleccions en les que l'Het Volk es va centrar en dos assumptes; el final del treball xinès a les mines quan es trobessin noves fonts laborals, i reconciliació amb Gran Bretanya amb el que van esperar atreure el vot del peó anglès així com venent-se ells mateixos com una alternativa als Partit Progressiu dels miners capitalistes.:270 Het Volk va guanyar l'elecció que va afectar 37 de 69 seients. Louis Botha esdevingué primer ministre del Transvaal amb Jan Smuts com el seu secretari colonial.:270 Per 1908, el bòers havien guanyat el control de les colònies de Natal, Orange River i Transvaal, però sota influència britànica amb la necessitat ara per unir el país sota un sol govern.:270
El maig de 1908, Jan Smuts, el secretari Colonial del Transvaal va proposar una reunió de representants de tot quatre colònies. Això agafaria la forma d'una Convenció Nacional.:271 L'objectiu era trobar una solució política als problemes racials i econòmics que afectaven a aquestes colònies i trobar terreny comú entre bòers i anglesos.:271 El 12 d'octubre de 1908, els trenta delegats blancs de les quatre colònies es van trobar a Durban sota la presidència de Sir Henry de Villiers.:271 Dotze delegats van venir de la Colònia de Cap, vuit del Transvaal, cinc de Riu Orange i cinc de Natal, sent en total 16 d'origen anglès i anglòfon i els restants catorze d'origen bòers i llengua holandesa.:271
Els assumptes principals que van parlar era si les quatre colònies esdevindrien un país fet d'una unió o una federació. Qui podria votar i la quantitat de votants que tindria cada circumscripció en àmbit rural i àmbit urbà. Tot tres objectius foren finalment acordats amb la decisió que Sud-àfrica esdevindria una unió, cosa que era el desig d'ambdós, el govern britàni dels liberals i Jan Smuts.:271 En la qüestió dels drets dels negres, el govern britànic es va declarar preparat per acceptar els desitjos finals de la Convenció Nacional.:271 Les colònies del Transvaal, Orange River i Natal no volien cap dret pels negres mentre la Colònia de Cap desitjava una obertura limitada i parcial igual que per totes les altres races.:271 Un compromís va ser assolit i totes les colònies en el que feia referència a la seva política racial van acceptar la posició més oberta, encara que subjecte a una aprovació final per una majoria dels dos terços en ambdues cambres del parlament.:271 Com a objectiu per les circumscripcions rurals i urbanes, es va decidir de permetre quinze per cent menys votants a les circumscripcions rurals mentre que a les urbanes tindrien doncs un quinze per cent més.:271 Aquest sistema de circumscripcions asseguraria que els afrikaners dominarien la política en anys a venir i seria una de les moltes raons per les quals Jan Smuts perdria les eleccions el 1948, que portaren a D.F. Malan al poder i al començament de l'Apartheid.:370 Els resultats de les negociacions a la Convenció esdevenien l'esborrany de l'Acte de Sud-àfrica que va ser passada a l'assemblea el 9 de febrer de 1909.:281 El 19 d'agost de 1909, l'Acte de Sud-àfrica s'aprovava a la Cambra dels Comuns i esdevenia llei.:284
En la qüestió dels drets negres, els punts de vista de britànics i bòers eren similar amb Alfred Milner declarant en un discurs el 1903, que creia en la superioritat blanca i pensava que l'home negre no estava a punt per governar i havia persuadit en aquest sentit al Secretari Colonial Joseph Chamberlain per permetre que la qüestió dels drets negres fos decidida per un futur govern blanc de la Unió.:266

## Geografia
La colònia de Transvaal se situa entre el riu Vaal al sud, i el riu Limpopo al nord, més o menys entre 22½ i 27½ S, i 25 i 32 E. Al sud limitava amb l'Estat Lliure d'Orange i la Colònia de Natal, al sud-oest tenia la Colònia de Cap, a l'oest el Protectorat de Betxuanalàndia (moderna Botswana), al nord Rhodèsia, i a l'est l'Àfrica Oriental Portuguesa i Swazilàndia. Excepte al sud-oest, aquestes fronteres eren majoritàriament ben definides per característiques naturals.
Dins del Transvaal es troba el Massís de Waterberg, una característica geològica antiga prominent del paisatge sudafricà.
Divisions:
- Zoutpansberg

Ciutats de la colònia del Transvaal:
- Heidelberg
- Johannesburg
- Messina
- Nelspruit
- Pietersburg
- Pretòria
- Vereeniging

## Demografia

### Cens de 1904
Estadística de població del cens de 1904.
| Grup de població | Número    | Percentatge(%) |
| Negre            | 937,127   | 73.79          |
| Blanc            | 297,277   | 23.40          |
| Coloured         | 24,226    | 1.90           |
| Asiàtic          | 11,321    | 0.89           |
| Total            | 1,269,951 | 100.00         |

## Governants

### Administradors britànics
- Frederick Sleigh Roberts, Earl Roberts 1900 - 1902
- Alfred Milner, Viscount Milner (suplent de Roberts) 1900 - 1902
- Horatio Herbert Kitchener, Baró Kitchener (suplent de Milner) 1900 - 1901

### Governadors
- Alfred Milner, Viscount Milner 1902 - 1905
- Arthur Lawley (suplent de Milner) 1902 - 1905
- William Waldegrave Palmer, Earl of Selborne 1905 - 1910
- Richard Solomon (suplent de Selborne) 1905 - 1906

### Primer ministre
- Louis Botha 4 de febrer de 1907 - 31 de maig de 1910

### Comandants en cap britànics
- Frederick Sleigh Roberts, Earl Roberts 1899 - 1900
- Horatio Herbert Kitchener, Baró Kitchener 1900 - 1902